# Ruda (powiat siedlecki)
Ruda – wieś w Polsce położona w województwie mazowieckim, w powiecie siedleckim, w gminie Korczew nad rzeką Toczną. Ma status sołectwa.
| SIMC    | Nazwa  | Rodzaj    |
| ------- | ------ | --------- |
| 0675235 | Figały | część wsi |
| 0675241 | Wandów | część wsi |

## Historia
Wieś duchowna, po raz pierwszy wzmiankowana w dokumentach z 1458 r., gdy należała do kościoła w Drohiczynie. Podczas rozgraniczania Rudy i Ruskowa dokonanego w 1502 r. przywołani świadkowie zeznali, że Ruda została nadana kościołowi p.w. św. Trójcy w Drohiczynie przez wielkiego księcia litewskiego Witolda.
Po utworzeniu województwa podlaskiego położona w ziemi drohickiej.
Wraz z przekazaniem parafii tymczasowo w 1657 r., zaś w 1659 r. wraz z beneficjum, w drugiej połowie XVII wieku własność zakonu jezuitów.
Po kasacie zakonu, dobra pojezuickie zostały przekazane w przez sejm rozbiorowy na rzecz Komisji Edukacji Narodowej. Ten sam sejm pojezuickie dobra drohickie przekazuje zakonowi pijarów, przy czym konstytucja sejmowa wśród przekazywanych nieruchomości nie wymienia wsi Ruda.
Słownik geograficzny Królestwa Polskiego, w tomie IV wydanym w 1883 r. wymienia Rudę Instytutową należącą do dóbr korczewskich, zaś tom IX wydany w 1889 r. wieś i folwark Ruda Instytutowa albo Pojezuicka zamieszkiwane przez 158 mieszkańców w 19 domach (154 mieszkańców w 25 domach w 1866 r.).
W latach 1975–1998 miejscowość należała administracyjnie do województwa siedleckiego.